# 旧制中等教育学校の一覧 (旧外地)
旧外地における旧制中等教育学校の一覧（きゅうせいちゅうとうきょういくがっこうのいちらん）は、学制改革前（第二次世界大戦終結前）の旧外地内での旧学制の中等教育学校をまとめた一覧である。

## 樺太
樺太の旧制中等学校は、ソ連対日参戦およびソ連軍の樺太占領によりすべて壊滅・廃校となった。
以下の学校一覧は1945年（昭和20年）4月1日現在のもので、北海道立教育研究所『北海道教育史 地方編2』（1957年）の記載を主に参考とした。

### 旧制中学校
- 樺太庁中学校 → 樺太庁大泊中学校
- 樺太庁豊原中学校
- 樺太庁真岡中学校
- 樺太庁敷香中学校
- 樺太庁恵須取中学校

### 高等女学校
- 樺太庁高等女学校 → 樺太庁豊原高等女学校

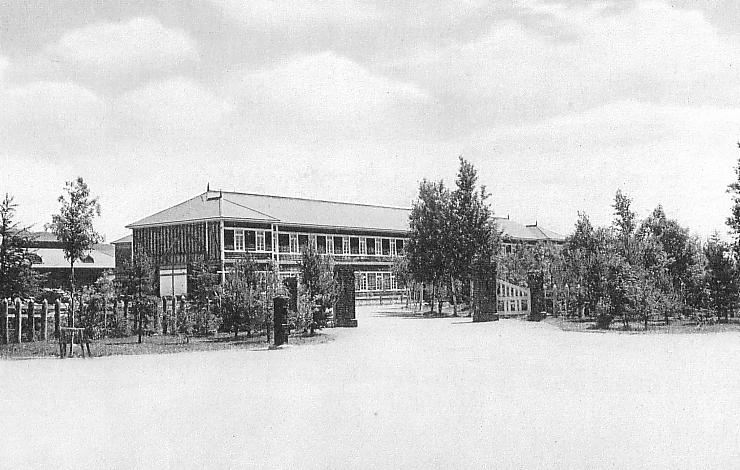
樺太庁豊原高等女学校

- （私立）大泊女学校 → 樺太公立大泊高等女学校 → 樺太庁大泊高等女学校
- 樺太公立真岡実科高等女学校 → 樺太庁真岡高等女学校
- 樺太公立泊居高等女学校 → 樺太庁泊居高等女学校
- 樺太公立敷香実科高等女学校 → 樺太公立敷香高等女学校
- 樺太公立知取実科高等女学校 → 樺太公立知取高等女学校
- 樺太公立恵須取実科高等女学校 → 樺太公立恵須取高等女学校
- 樺太公立落合高等女学校
- 樺太公立豊原実科高等女学校 → 樺太公立豊原市高等女学校

### 実業学校
- 樺太庁拓殖学校 → 樺太庁豊北農業学校
- 樺太庁工業学校 → 樺太庁豊原工業学校
- 樺太公立本斗水産補習学校 → 樺太公立本斗水産学校 → 樺太庁水産学校 → 樺太庁本斗水産学校
- 樺太公立豊原商業補習学校 → 樺太公立豊原商業学校
- 樺太公立落合商業補習学校 → 樺太公立落合商業学校 → 樺太公立落合商工学校
- 樺太公立大泊商業補習学校 → 樺太公立大泊商業学校
- 樺太公立留多加農業補習学校 → 1938年（昭和13年）廃止
- 樺太公立真岡商業補習学校 → 樺太公立真岡商業学校
- 樺太公立泊居商工補習学校 → 樺太公立泊居商工学校 → 樺太公立泊居工業学校
- 樺太公立知取商工補習学校 → 樺太公立知取商工学校 → 樺太公立知取工業学校
- 樺太公立敷香商業補習学校 → 樺太公立敷香商業学校 → 樺太公立敷香農業学校に転換
- 樺太公立恵須取商工学校 → 樺太公立恵須取工業学校

### その他
- 私立樺太教育会附属豊原夜間中等学校

## 関東州
関東州の旧制中等学校は、ソ連対日参戦および中国側による接収で、全て廃校となった。

### 旧制中学校
官立
- 関東都督府中学校 → 旅順中学校 → 旅順第一中学校 → 旅順中学校に復称
- 旅順第二中学校（中国人生徒対象） → （旅順師範学堂と合併）旅順高等公学校
- 大連中学校 → 大連第一中学校
- 大連第二中学校
- 大連第三中学校

公立
- 大連市立大連中学校

### 高等女学校
官立
- 関東都督府高等女学校 → 旅順高等女学校
- 大連高等女学校 → （大連高等女学院と合併）大連神明高等女学校
- 大連芙蓉高等女学校

公立
- 大連市立実科高等女学校 → 大連市立大連弥生高等女学校（zh）→大連市第二十高級中學（zh）

私立
- 大連女学院 → 大連高等女学院 → （官立の大連高等女学校と合併）
- 大連高等女学校（大連神明高等女学校とは無関係）
- 大連羽衣高等女学校
- 大連昭和高等女学校

### 実業学校
官立
- 大連工業学校
- 大連商業学堂（中国人生徒対象）
- 金州農業学堂（中国人生徒対象）

公立
- 大連市立実業学校
- 大連市立協和実業学校（中国人生徒対象）

私立
- 大連商業学校（東洋協会満洲支部）
- 大連女子商業学校（東洋協会満洲支部）
- 南満洲工業学校 → 南満洲工業専門学校に昇格 → 大連理工大学化工学院

## 満洲
日本人子弟対象の学校は、そのほとんどが南満洲鉄道によって、同社の附属地に設置された。満洲国成立以後は附属地の行政権移譲により、中等学校に関しては関東局内に置かれた在満学校組合連合会に移管され、日本大使館教務部からの監督を受けることとなった。
満洲国崩壊によって以下の学校も廃止されたが、一部の学校の校地や施設については、中華民国を経て中華人民共和国に受け継がれ、現在も同国の学校が使用していることがある。
なお、一覧作成に当たっては満洲日報社編『満洲年鑑 昭和20年版』（満洲日報社奉天支社、1944年刊）を主に参考にした。

### 旧制中学校
- 新京中学校 → 新京第一中学校
- 新京第二中学校
- 奉天中学校 → 奉天第一中学校
- 奉天第二中学校
- 鞍山中学校
- 撫順中学校
- 安東中学校
- 哈爾浜中学校
- 錦州中学校
- 牡丹江中学校
- 斉々哈爾中学校
- 吉林中学校
- 本渓湖中学校
- 阜新中学校
- 延吉中学校 → 間島中学校
- 佳木斯中学校
- 星輝中学校
- 営口中学校
- 四平中学校
- 通化中学校

### 高等女学校

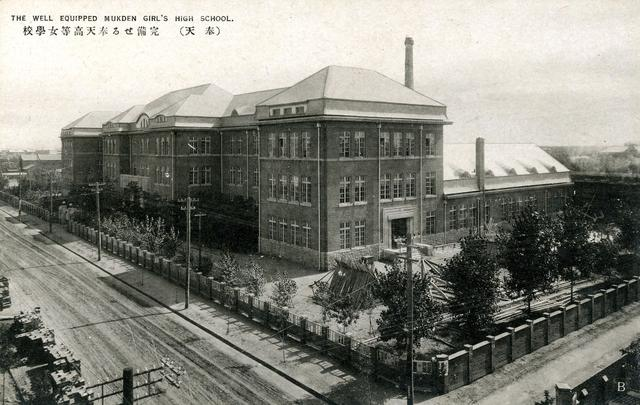
奉天高等女学校

- 長春高等女学校 → 新京高等女学校 → 新京敷島高等女学校
- 新京錦ヶ丘高等女学校
- 新京実科高等女学校 → 新京弥生高等女学校
- 新京向陽高等女学校
- 奉天高等女学校 → 奉天浪速高等女学校
- 奉天朝日高等女学校
- 奉天長沼高等女学校
- 奉天実科高等女学校 → 奉天大和高等女学校
- 鞍山高等女学校 → 鞍山旭ヶ岡高等女学校
- 鞍山実科高等女学校 → 鞍山常磐高等女学校
- 安東高等女学校 → 安東京橋高等女学校
- 安東実科高等女学校 → 安東浪花橋高等女学校
- 撫順高等女学校 → 撫順東七条高等女学校
- 撫順実科高等女学校 → 撫順十条高等女学校
- 哈爾浜高等女学校 → 哈爾浜富士高等女学校
- 哈爾浜扶桑高等女学校
- 錦州高等女学校
- 吉林高等女学校
- 斉々哈爾高等女学校
- 牡丹江高等女学校
- 四平街高等女学校 → 四平高等女学校
- 延吉高等女学校 → 間島高等女学校
- 佳木斯高等女学校
- 本渓湖高等女学校
- 阜新高等女学校
- 営口高等女学校
- 遼陽高等女学校
- 海拉爾高等女学校
- 通化高等女学校
- 北安高等女学校
- 東安高等女学校

### 実業学校
- 長春商業学校 → 新京商業学校（第一・第二本科） → 新京工業学校
- 奉天商業学校（第一・第二本科）
- 遼陽商業学校 → 遼陽工業学校
- 哈爾浜商業学校
- 奉天工業学校
- 撫順工業学校
- 本渓湖工業実習所 → 本渓湖工業学校
- 公主嶺農業学校
- 牡丹江農林学校 → 牡丹江農業学校
- 千振開拓農学校 → 千振農業学校
- 五常開拓農学校 → 五常農業学校
- 海倫農業学校
- 奉天女子商業学校

## 中国内の在外指定学校
戦前から日本の租界や租借地となっていた都市をはじめ、日中戦争で日本軍が占領した都市に移入した日本人居留民（台湾人・朝鮮人を含む）が、子弟の教育のために居留民団立として設立した学校が多い。いずれの学校も敗戦前後の時期に、中国側に接収されて廃校となった。
以下の学校一覧は、主に北京日本中学校同窓会『北京日本中学校校史』（北京日本中学校校史編纂委員会編、1984年）の記載による。

### 旧制中学校
- 北京日本中学校
- 天津中学校 → 天津日本中学校
- 青島中学校 → 青島日本中学校
- 上海日本中学校
- 済南日本中学校
- 太原日本中学校
- 張家口日本中学校
- 開封日本中学校

### 高等女学校
- 北京日本第一高等女学校
- 北京日本第二高等女学校
- 天津日本高等女学校 → 天津松島日本高等女学校
- 天津宮島日本高等女学校
- 天津橋立日本高等女学校
- 青島高等女学校 → 青島日本高等女学校
- 青島紘宇高等女学校
- 南京日本高等女学校
- 上海日本高等女学校 → 上海第一日本高等女学校
- 上海第二日本高等女学校
- 済南日本高等女学校
- 漢口日本高等女学校
- 徐州日本高等女学校
- 開封日本高等女学校
- 広東日本高等女学校
- 太原日本高等女学校
- 張家口日本高等女学校
- 大同日本高等女学校
- 石門日本高等女学校

### 実業学校
- 北京日本商業学校 → 北京日本工業学校
- 天津日本商業学校
- 天津日本工業学校
- 青島英学塾 → 青島学院 → 青島学院商業学校
- 青島学院実業学校
- 上海日本商業学校
- 上海日本女子商業学校
- 上海日本工業学校
- 石門日本商業学校 → 石門日本工業学校
- 張家口日本工業学校

## 南洋群島
南洋群島に置かれた旧制中等学校は、南洋庁が設置者であった。太平洋戦争末期のアメリカ軍による占領によって以下の諸学校は壊滅・廃校となった。

### 旧制中学校
- 南洋庁パラオ中学校

### 高等女学校
- 私立南洋家政女学校 → 南洋庁サイパン高等女学校
- 南洋庁パラオ高等女学校

### 実業学校
- 南洋庁サイパン実業学校